# Xander Botha
Xander Botha (auch Jacques Botha; * 6. Oktober 1994 in Pretoria) ist ein südafrikanischer Eishockeyspieler, der seit 2012 bei den Pretoria Capitals spielt.

## Karriere
Xander Botha spielte zunächst bei den Pretoria Warriors, bevor er 2012 zum Lokalkonkurrenten Pretoria Capitals wechselte.

### International
Botha stand bereits bei den U-18-Weltmeisterschaften 2010, 2011 und 2012 in der Division III für sein Heimatland auf dem Eis. Zudem stand er im Kader der Südafrikaner bei der U-20-Weltmeisterschaft der Division III 2014. Bei der U-18-WM 2012 und der U-20-WM 2014 war er jeweils nicht nur Mannschaftskapitän, sondern wurde auch bei beiden Turnieren als bester Spieler seines Teams ausgezeichnet.
In der Herren-Nationalmannschaft debütierte er bei der Weltmeisterschaft 2013 in der Division III, als seinem Team der Aufstieg in die Division II gelang. Ihm selbst gelang mit dem Tor zum 1:0 beim 5:2-Erfolg gegen Luxemburg das erste Tor der Südafrikaner bei diesem Turnier. Bei den Weltmeisterschaften 2014 und 2015 spielte er daraufhin in der Division II. Nach dem Abstieg 2015 trat er 2016, 2017, 2018 und 2019 wieder in der Division III an.

## Erfolge und Auszeichnungen
- 2013 Aufstieg in die Division II, Gruppe B, bei der Weltmeisterschaft der Division III